# Llamado de emergencia
Llamado de emergencia (in italiano "chiamata d'emergenza") è una canzone dell'artista musicale portoricano Daddy Yankee, pubblicata come secondo singolo estratto dall'album Talento de barrio del 2008, tratto dall'omonimo film. Il testo del brano è stato scritto dallo stesso Daddy Yankee.

## Video musicale
Il videoclip – diretto da Luis Enrique – inizia con Daddy seduto in macchina che ascolta ¿Qué tengo que hacer? – brano dalla colonna sonora di Talento de Barrio – e aspetta il suo partner. Dopo averci litigato, Daddy Yankee accelera, l'auto si schianta e arriva l'ambulanza. Andando al funerale della sua compagna, ricorda i bei momenti trascorsi con lei. Quando raggiunge il cassetto dove presumibilmente si trovava, scopre che era morto. Alla fine era tutto un sogno. Quando si sveglia, la sua compagna era appena arrivata.

## Classifiche
| Classifiche (2008)                    | Posizione più alta |
| ------------------------------------- | ------------------ |
| U.S. Billboard Hot Latin Songs        | 17                 |
| U.S. Billboard Latin Tropical Airplay | 2                  |
| U.S. Billboard Latin Rhythm Airplay   | 3                  |
| U.S. Billboard Latin Pop Airplay      | 33                 |